# جانت دولسون
جانت دولسون (انگلیسی: Jeanette Dolson; ۱۳ اوت ۱۹۱۸ – ۱۷ ژوئیهٔ ۲۰۰۴) دونده اهل کانادا بود.